# اللغة الريبوارية

لقطة شاشة من الصفحة الرئيسية لموسوعة ويكيبيديا الريبوارية.

اللغة الريبوارية هي لغة محلية تنتمي إلى عائلة اللغات الجرمانية. محكية في ألمانيا، هولندا، بلجيكا يبلغ عدد متحدثيها ربع المليون شخص.